# Nationalstadion Bahrain
Das Nationalstadion Bahrain (arabisch إستاد البحرين الوطني, DMG Istād al-Baḥrayn al-Waṭanī) ist ein Stadion in der bahrainischen Stadt Riffa. Es wurde im Jahre 1981 erbaut und schließlich 1982 offiziell eröffnet. Es fasst heute 30.000 Zuschauer und wird zurzeit hauptsächlich als Fußballstadion genutzt.
Das Stadion war zweimal Austragungsort des AFC Cups. 2006 traf hier im Rückspiel der Muharraq Club auf den jordanischen Verein al-Faisaly und 2008 im Hinspiel wiederum der Muharraq Club auf den libanesischen Verein Safa SC Beirut. 2013 fanden insgesamt neun Spiele des Golfpokals im Stadion statt, darunter auch das Finale zwischen den Vereinigten Arabischen Emirate und dem Irak.